# Sunshine of Your Love
«Sunshine of Your Love» es una canción de la banda de rock británica Cream y lanzada en su disco Disraeli Gears. Fue el sencillo más comercial y vendido de Cream, y de su discográfica en ese momento, Atlantic Records. 
Fue escrita por Eric Clapton, Jack Bruce y por el poeta Pete Brown, mientras que el solo de guitarra sólo es acreditado a Clapton.

## Creación
Su creación comienza en enero de 1967, cuando Bruce y Eric Clapton asisten a un concierto de Jimi Hendrix en Saville Theatre ubicado en Londres. Bruce regresaba a su hogar y escribió el riff de guitarra que hoy en día se escucha en la versión oficial. Las letras fueron compuestas en una sesión (la cual duró toda una noche), entre Bruce y Brown. El estribillo fue escrito posteriormente por Clapton.

## Sonido
El sonido de la guitarra de Eric Clapton en esta canción fue logrado con una Gibson SG de 1964 y un amplificador de marca Marshall; más la incluisión de un Vox Clyde McCoy Picture Wah para el bajo. C:
El ritmo de la batería fue sugerido por el productor Tom Down, el cual llamó "Ritmo indio", tomado de películas clásicas de Westerns. Este consiste básicamente en el uso de tom-toms, además de los beats 1 y 3, que intercala con los beats 2 y 4. El final de la canción tiene un incremento de ritmo, en la cual improvisa con el acorde de La quinta.

## Edición
La discográfica de la banda Atlantic Records inicialmente rechaza la canción. Sin embargo, Booker T. Jones escucho a la banda ensayando dicho tema y les recomendo a los jefes de la discográfica que los graben. Basados en su consejo, la grabación Sunshine of Your Love fue lograda.

## Honores
Además de ser el sencillo más vendido de Cream y Atlantic Records, la revista Rolling Stone la nombró en su lista de las 500 mejores canciones de todos los tiempos, ocupando el puesto 65, y VH1 la consagra como la "44° mejor canción de Hard Rock de todos los tiempos".

## Influencia en la cultura popular
Aparece en el videojuego Guitar Hero III: Legends of Rock, en varios episodios de la serie Los Simpson y en películas como Goodfellas de Martin Scorsese o Escuela de rock.

## Versiones
- La alegría de tu amor fue grabada y publicada en 1968 por Los York's en el álbum 68.
- La cantante Ella Fitzgerald grabó una versión de "Sunshine of Your Love" para su álbum en vivo con el mismo título, de 1969.
- El grupo estadounidense Blood, Sweat & Tears incluyó el riff de "Sunshine of Your Love" en la canción "Blues - Part II" de su segundo álbum publicado por Columbia en 1969.
- La banda estadounidense Living Colour realizó una versión del tema para la banda sonora de la película True Lies, en 1994.
- La banda estadounidense Toto versionó "Sunshine of Your Love" en su álbum de estudio "Through the Looking Glass", publicado por EMI en 2002.
- Santana interpretó "Sunshine of Your Love" junto con Rob Thomas en su álbum "Guitar Heaven ... The Greatest Guitar Classics of All Time", publicado por Arista en 2010.
- Siniestro Total incluyó una versión en estilo punk titulada "Corta O Pelo, Landrú" en su álbum de 1993 "Ojalá estuvieras aquí".
- También existe una versión realizada por Jimi Hendrix incluida en el álbum Valleys Of Neptune.